# SN 1989ae
SN 1989ae – supernowa odkryta 31 sierpnia 1989 roku w galaktyce UGC 1722. W momencie odkrycia miała maksymalną jasność 19,00m.